# Депре (виноторговая фирма)
Депре (виноторговая фирма) — фирма, поставлявшая в Российскую Империю вино и другую алкогольную продукцию. Была удостоена звания Поставщика Двора Его Императорского Величества.

## История
Фирма Депре была основана Филиппом Депре, капитаном армии Наполеона. Существует легенда, согласно которой во время Бородинского сражения Депре получил ранение и влюбился в сестру милосердия, ухаживавшую за ним в госпитале. Семья избранницы, Анны Францевны Рисс, владела особняком на Петровке, где Депре и основал в 1820 году первую лавку. Уставной капитал составил 8000 рублей.
В 1825 году Депре вступил во 2 купеческую гильдию и получил право торговать по всей России.
В 1834 году он вступил в 1 гильдию купечества и получил право экспортировать товар. Во время пребывания в Москве представителей Императорской фамилии, Депре поставлял вина и водки, за что в 1837 году получил право размещать на своей продукции государственный герб.
В 1895 году, после смерти сына основателя фирмы, Камилла Депре, было создано товарищество «К. Ф. Депре». Капитал товарищества составлял 1 миллион рублей. Он был разделен на 500 паев по 2000 рублей.
В 1901 году было образовано «Московское акционерное общество недвижимостей Депре и Ко». Общество приобретало, реконструировало и эксплуатировало дома как в Москве, так и в других городах. Основной капитал составил 1 миллион рублей, разделенный на 500 акций по 2000 рублей каждая.
В 1903 году Депре в счет долга в 100 тысяч рублей получили ресторан «Медведь» (Санкт-Петербург, Большая Конюшенная, 27, в доме фон Дервиза). В заведении подавали блюда русской и французской кухни. Ресторан пользовался популярностью среди театралов, высших военных чинов и актеров императорских театров.
Потомки Филиппа Депре жили во Франции, но периодически приезжали в Россию для обновления билетов на проживание.
Паи фирмы периодически распределялись как между детьми Камилла Депре, так и между другими людьми, стоявшими у истоков предприятия: Роберта Гишара, Эдмонды Фуре и потомственного дворянина Ф. Богомольца (единственного гражданина Российской Империи, владевшего паями Депре).
В 1905 году между Товариществом Депре и Удельным ведомством был заключен контракт на эксклюзивную поставку вин ведомства в магазины Депре. На этот контракт также претендовали Товарищество Л. Бауэра и Торговый дом «П. А. Смирнова».
В 1907 году уставной капитал Товарищества был увеличен до 2 миллионов рублей.
В 1914 году в связи с началом Первой мировой войны продажа алкоголя была запрещена. Однако у фирмы Депре было специальное разрешение на торговлю и в сложный 1915 год чистая прибыль фирмы составила 960 тысяч рублей.

## Ассортимент и филиалы
Фирма Депре предлагала более 200 наименований алкогольных напитков: портвейны, коньяки, бургундские и бордосские вина, шампанское и рейнвейны, десертные вина, мадеру и херес, ром, арак, ликеры, портер и эль. Особой популярностью у москвичей пользовался «Портвейн № 113».
Помимо Москвы, Товарищество Депре имело филиалы в Санкт-Петербурге, Харькове и Киеве, на Нижегородской ярмарке. Склады фирмы были во многих города Российской империи, многие рестораны высокой ценовой категории предлагали продукцию Депре. В Воронеже склад Депре находился при ресторане «Максим» (Большая Московская улица), и при ресторане «Бристоль» (Большая Дворянская улица). В Курске — при ресторане гостиницы «Европейская» (улица Генеральная).

## Особняк Депре на Петровке

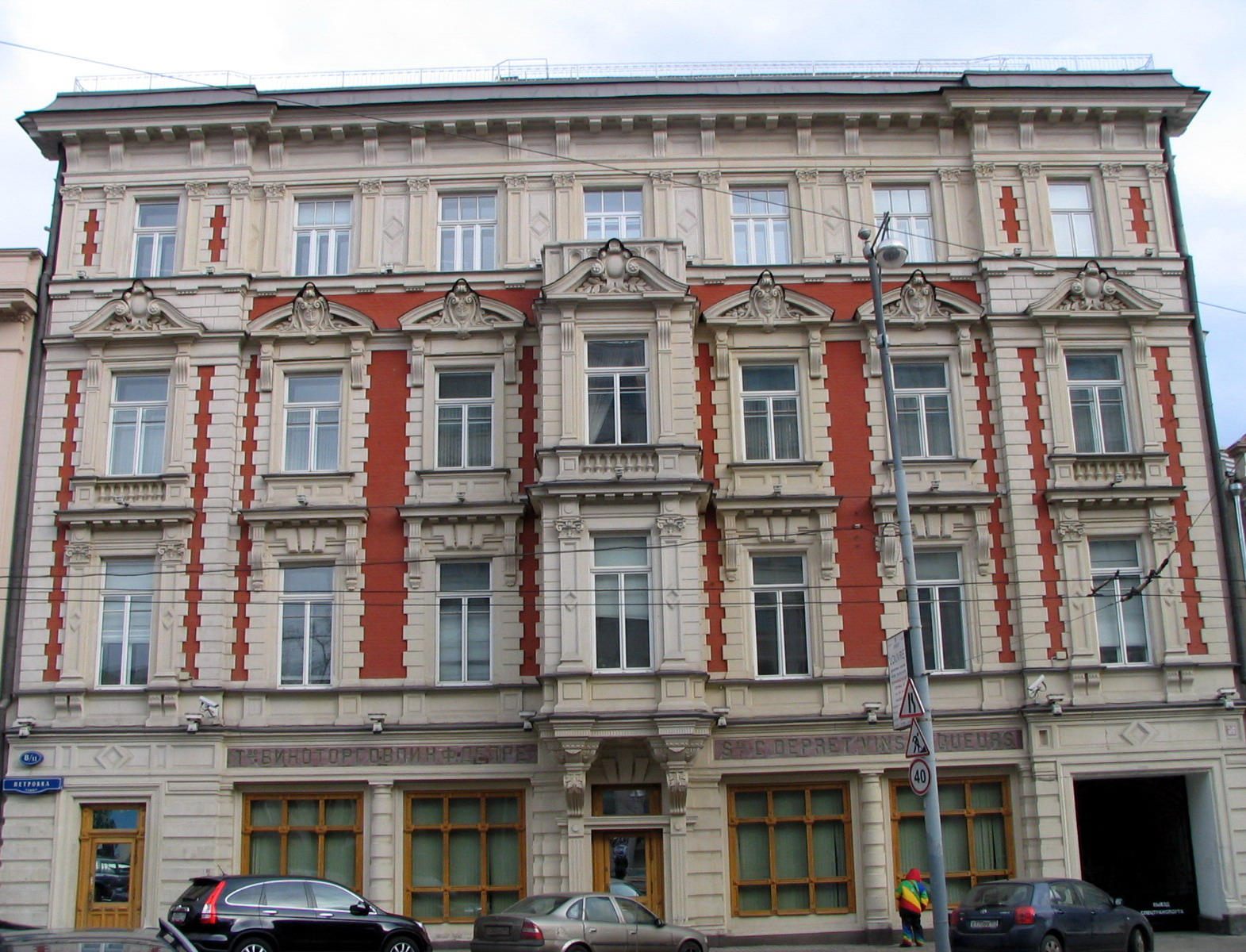
Дом Депре в Москве

К 1890-м годам фамильный особняк Депре на Петровке обветшал, и было принято решение реконструировать его. Архитектор Роман Клейн разработал проект здания в эклектическом стиле. Центр здания был украшен барельефом с изображением двух мужчин, несущих виноградную лозу — так выглядел фирменный знак Депре. На первом этаже был размещен фирменный винный магазин Депре, а также музыкальный и охотничий магазины. В подвале находился ренсковый погреб. На втором этаже находилась контора фирмы и дорогие квартиры, сдававшиеся внаем. На третьем этаже были квартиры более низкой ценовой категории. На четвертом жили сами хозяева фирмы.
В советское время в здании размещался «Винторг», «Самтрест», различные издательства. В 2004 году здание было реконструировано.

## Депре в литературе и воспоминаниях современников
Известно, что вино у Депре покупали Гоголь и Герцен. В «Драме на охоте» А. П. Чехов упоминает бенидиктин от Депре.
Салтыков-Щедрин описывал вино, приобретённое у Депре 

 «Приглашая к себе гостей я, для собственного своего спокойствия, желаю, чтоб все они были равно довольны, и сердце мое дотоле не перестанет тревожиться, покуда им не будет обладать сладкая уверенность, что действительно всем гостям подается кушанье одинаковое, что в салате не может встретиться недостатка и что на заднем конце стола точно так же, как и на переднем, гости продовольствуются вином от Депре, а не от Зазыкина или Терликова» 
В. Гиляровский описывает то, как на имени Депре пытались заработать, производя схожие по оформлению фальсификаты:

 — Чтоб вина были от Депре: коньяк № 184, портвейн № 211 и № 113… С розовым ярлыком. Знаешь? — заказывает бывалый купец, изучивший в трактирах марки модных тогда вин.
— Слушаю… Только за эту цену пополам придется.
— Ну ладно, пополам так пополам. На главный стол орла, а на задние ворону…
«Орел» и «Ворона» — и оба Депре!
Были у водочника Петра Смирнова два приказчика — Карзин и Богатырёв. Отошли от него и открыли свой винный погреб в Златоустинском переулке, стали разливать свои вина, конечно, мерзость. Вина эти не шли. Фирма собиралась уже прогореть, но на счастье, пришел к ним однажды оборванец и предложил некоторый проект, а когда показал им еще свой паспорт, то оба в восторг пришли: в паспорте значилось — мещанин Цезарь Депре.
Ярлык и розовый, и черный, и белый… Точно скопировано у Депре… Ну, кто будет вглядываться… кто разберет, что у К. Депре орел на ярлыке, а у Ц. Депре ворона без короны.

И вот на балах и свадьбах и на поминовенных обедах, где народ был «серый», шли вина «с вороной»… Долго это продолжалось, но кончилось судом." 
Иск Депре не был удовлетворен.

## Благотворительность
Известно, что Камилл Депре активно занимался благотворительностью, в частности, помогал Басманному отделению попечительства о бедных.